# سینجیک
سینجیک (به ترکی استانبولی: Sincik) (به کردی: Sinciq) یک منطقهٔ مسکونی در ترکیه است که در استان آدیامان واقع شده‌است.